# 1011
El 1011 (o MXI) va ser un any comú del calendari julià.

## Esdeveniments
- El 29 d'abril de l'any 1011, va quedar registrat en un document per primera vegada el nom de Viladecans.
- L'11 de juny l'exèrcit romà d'Orient sota les ordres del catepà d'Itàlia Basili Mesardonita va prendre Bari del rebel llombard Melus.[1]
- Ibn al-Hàytham comença a escriure el seu tractat sobre òptica.
- Publicació del diccionari de rimes del xinès Guanyun.
- Separació del comtat de Pallars en el Sobirà i el Jussà.

## Naixements
- Robert I de Borgonya, príncep de França i duc de Borgonya.

## Necrològiques
- Ichijō, 66è emperador del Japó.
- 21 de novembre - Reizei, 63è emperador del Japó.

- Abu Mutàhhar al-Azdí, escriptor iraquià en àrab.